# Sarkel

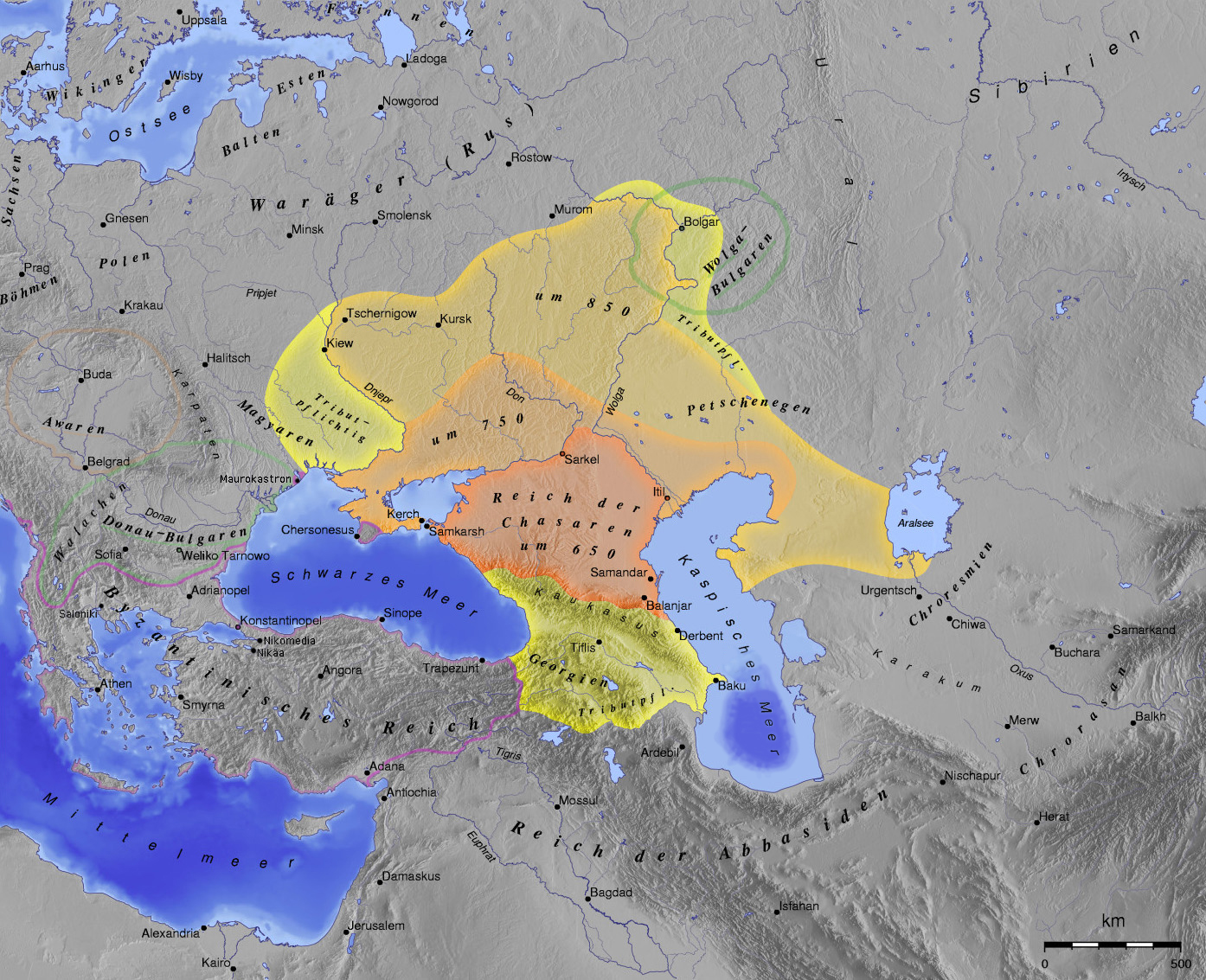
Sarkel, sur le Don, à la frontière puis au cœur de l'État khazar

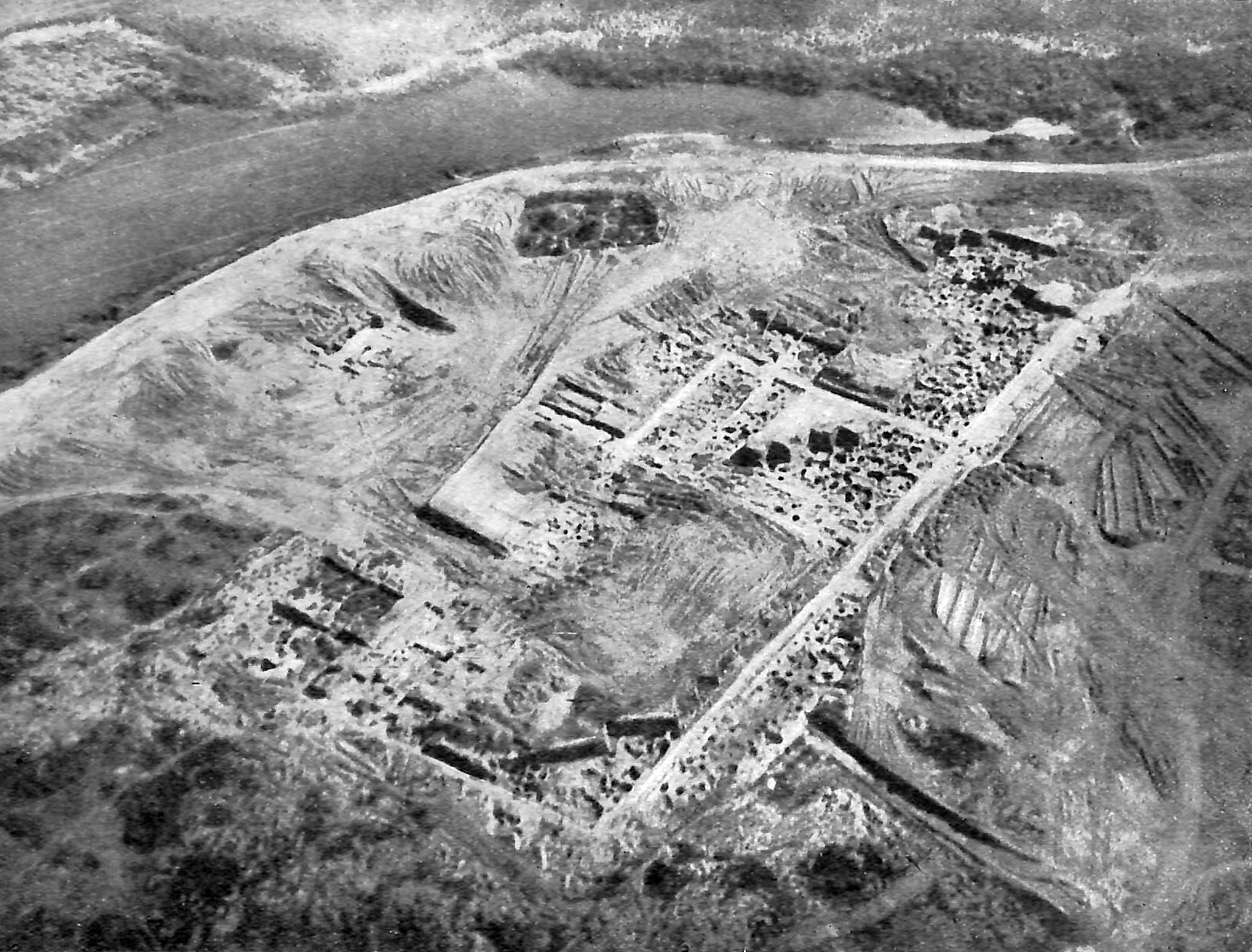
Photo aérienne des fouilles menées à Sarkel dans les années 1930.

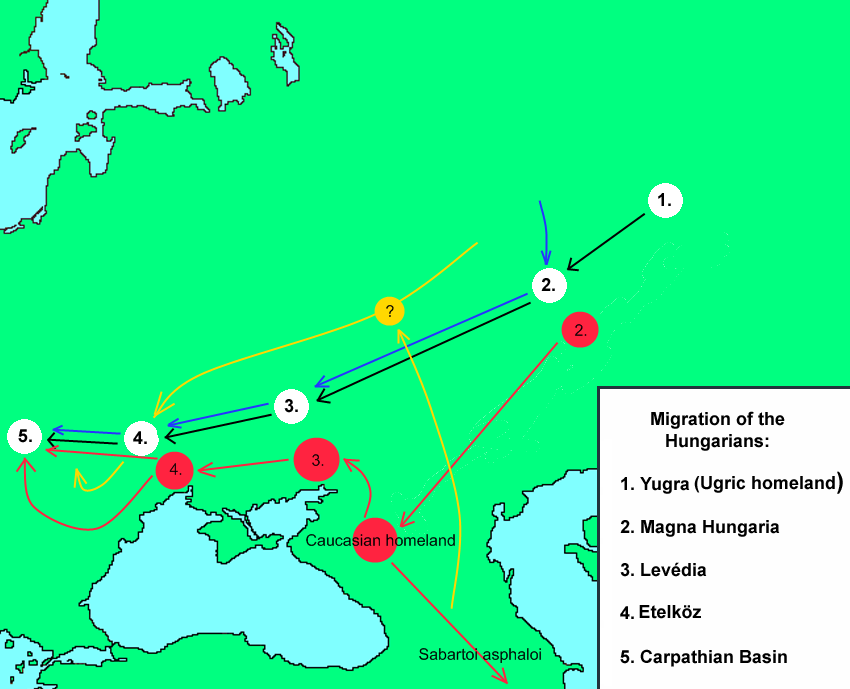
Les migrations des Magyars.

Sarkel (ou Sharkil, littéralement « maison blanche » en khazar) était une vaste forteresse construite en calcaire et en brique, édifiée par les Khazars avec l'aide de l'Empire byzantin dans les années 830. Son nom provient des briques de calcaire utilisées pour sa construction. Sarkel était située sur la rive droite du Don inférieur, dans l'actuel oblast de Rostov, en Russie.

## Construction
Sarkel fut construite pour protéger la frontière nord-ouest de l'état khazar en 833. Les Khazars demandèrent à leur allié, l'empereur byzantin Théophile, des ingénieurs pour édifier une capitale fortifiée, et Théophile leur envoya son ingénieur en chef Petronas Kamateros. Pour le remercier, le khagan khazar céda à Byzance Chersonèse et quelques autres dépendances en Crimée.
La citadelle avait la forme d'un quadrilatère de 193 mètres sur 133. Les historiens n'ont pas pu déterminer pourquoi une forteresse aussi puissante fut construite sur le Don. Ils estiment généralement que la coûteuse construction a dû être une réponse à l'émergence d'une grande puissance régionale qui représentait une menace pour les Khazars. Les historiens Alexandre Vassiliev et George Vernadsky, parmi d'autres, pensent que Sarkel fut construite pour défendre un portage fluvial entre le Don et la Volga contre le Khaganat de la Rus'. D'autres historiens croient que cette entité politique était située plusieurs centaines de kilomètres plus au nord. Une autre puissante émergente, celle des Magyars (futurs Hongrois), ne se montra pas particulièrement menaçante pour les Khazars tant qu'elle paya un tribut au khagan.
L'empereur byzantin Constantin VII Porphyrogénète mentionne dans son ouvrage De Administrando Imperio que les Khazars avaient demandé à Théophile de faire construire la forteresse pour eux. Son témoignage semble évoquer les Magyars dans la mesure où il écrit que la nouvelle forteresse serait devenue nécessaire en raison de l'apparition d'un nouvel ennemi des Khazars ; or on ne connaît pas d'autres peuples qui auraient pu représenter un ennemi pour eux à cette époque. Au Xe siècle, un explorateur et géographe persan, Ibn Rustah, mentionne également que  les Khazars s'étaient retranchés pour échapper aux attaques des Magyars.

## Histoire

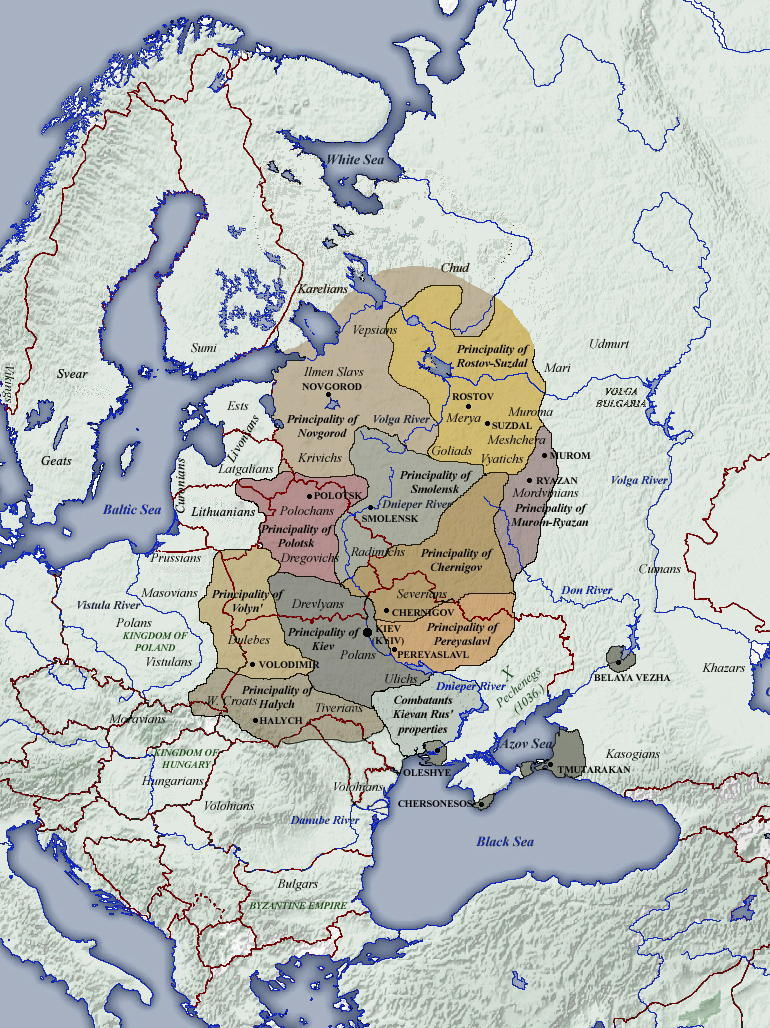
Principautés de la Rus' de Kiev (1054-1132). Sarkel apparaît sous le nom de Belaya Vezha.

La cité a constitué un centre d'échanges économiques animé, car elle contrôlait le portage entre la Volga et le Don, lequel était utilisé par les Rus' pour relier la Volga à la Mer Noire, et de là la Mer Caspienne et la Baltique ; cet itinéraire était connu sous le nom de « Route khazare ». La garnison installée à Sarkel comprenait des Turcs Oghouzes des mercenaires petchénègues.
La forteresse et la ville furent prises par la Rus' de Kiev sous le règne du prince Sviatoslav Ier en 965. La cité fut rebaptisée Bielaïa Vieja en russe, ou Bila Veja en ukrainien (la « tour blanche », ou « forteresse blanche »), et occupée par des Slaves. Elle devait rester slave jusqu'au XIIe siècle, lorsque la région fut reprise par les Turcs Kiptchaks, ou Coumans.

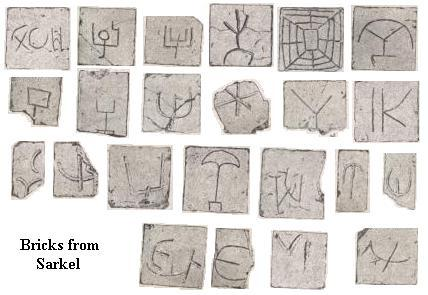
Tamgas turcs retrouvés sur certaines briques de Sarkel.

Le site a été fouillé par l'archéologue russe Mikhaïl Artamonov dans les années 1934-1936. Cette opération représenta les plus importantes fouilles d'un site khazar jamais entreprises. Parmi de nombreux objets khazars et rus', Artamonov découvrit des colonnes byzantines utilisées lors de la construction de Sarkel. D'autres fouilles furent menées de 1949 à 1951. Le site est aujourd'hui submergé par le réservoir de Tsimliansk, ce qui interdit d'y conduire de nouvelles fouilles.

## Articles connexes

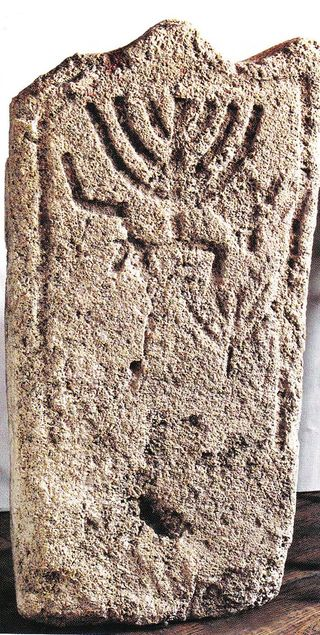
Une des découvertes de la forteresse de Sarkel, avec ses inscriptions juives.